# Bratkovice

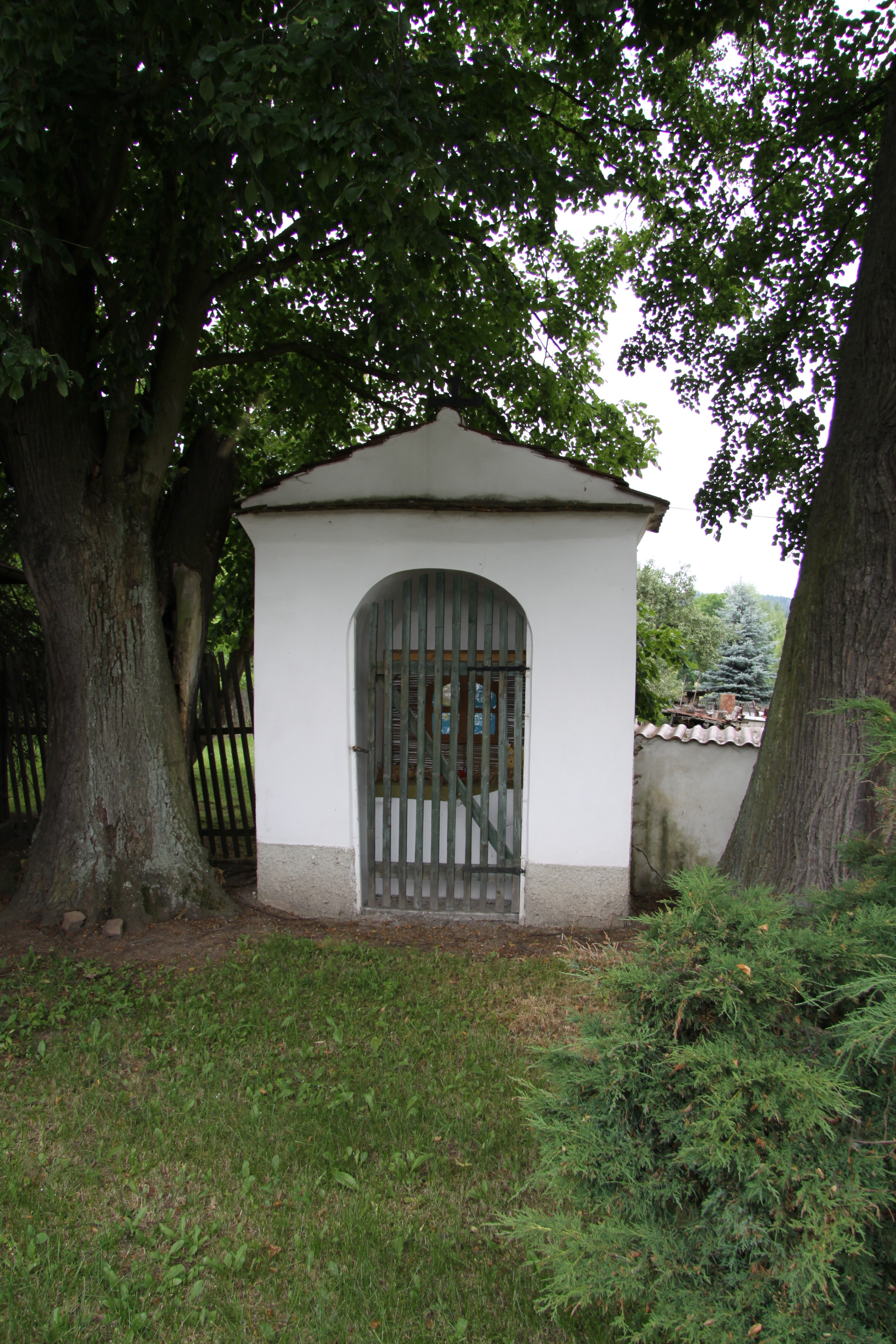
Kapelle in Bratkovice

Bratkovice (deutsch Bratkowitz, auch Bradkowitz) ist eine Gemeinde in Tschechien. Sie liegt sechs Kilometer nördlich des Stadtzentrums von Příbram und gehört zum Okres Příbram.

## Geographie
Bratkovice befindet sich linksseitig der Litavka im Brdy. Nördlich erhebt sich der Krsov (500 m n. m.), im Nordosten der Prašivý vrch (494 m n. m.), östlich die Dráska (527 m n. m.), im Südosten die Jezírka (518 m n. m.), südlich die Jalovčiny (519 m n. m.) und die Hůrka (535 m n. m.), im Südwesten der V Dubkově (547 m n. m.), westlich die Sádka (709 m n. m.) sowie im Nordwesten der Klouček (681 m n. m.) und die Za Královkou (566 m n. m.). Durch Bratkovice führt die Bahnstrecke Protivín–Zdice, gegen Westen erstreckt sich der Truppenübungsplatz Brdy. 
Nachbarorte sind Dominikální Paseky und Paďousy im Norden, Hluboš im Nordosten, Zděný Mlýn, Loudilka und Pičín im Osten, Žírovy, Pičínský Mlýn, Kardavec, Valcha, Skorotín und Dubno im Südosten, Drátovna, Trhové Dušníky, Škrtilka, Mikovcův Mlýn und Hutě im Süden, Lhota u Příbramě und Hůrky im Südwesten, Sádek im Westen sowie Malá Víska, Neřežín und Hrachoviště im Nordwesten.

## Geschichte
Die erste schriftliche Erwähnung von Bratkovice erfolgte 1394 im Zuge einer Streitigkeit zwischen dem bischöflichen Burggrafen von Příbram, Johann von Hylpulczhausen, und dem Besitzer des Gutes Drahlín, Kaplan Theodorik vom Martha-Altar des Prager Veitsdomes. Dabei wurde eine Mühle mit zwei Wiesen unterhalb des Dorfes genannt, die bei der Teilung der Güter Obecnice und Drahlín dem letztgenannten Gut zugeordnet worden war. Seit dem späten Mittelalter war Bratkovice ein Zentrum des Eisenerzbergbaus und der Eisenverarbeitung, an der Litavka wurden ein Hochofen und mehrere Eisenhämmer betrieben. Im 15. Jahrhundert wurde das Dorf Teil des Gutes Hluboš. Zu Beginn des 16. Jahrhunderts erwarb Jan Karel von Svárov das Gut Hluboš mit Drahlín, Sádek, Bratkovice und Občov. Dessen Sohn Karel tauschte Hluboš mit allem Zubehör am 5. Mai 1542 bei Petr Vamberský von Rohatec gegen das Gut Otmíče mit Libomyšl und Bavoryně sowie 400 Schock Böhmische Groschen ein. Petr Vamberskýs Nachkommen verkauften das Gut 1475 an Bedřich Hořčice von Prostý. Von diesem erwarb Wenzel Sturm von Hirschfeld das Gut Hluboš, seit Ende des 16. Jahrhunderts gehörte es den Vladiken Wtelensky von Wtelno.
Nach der Schlacht am Weißen Berg wurde das Gut Hlubosch mit dem Hof Sadek aus dem Besitz des Karl Wtelensky von Wtelno konfisziert und 1623 an Wenzel Bechinie von Lazan veräußert. 1629 erwarb Magdalena Bechinie von Olbramovice das Gut Hlubosch. Sie vererbte es 1636 hälftig ihrem dritten Ehemann Jan Humprecht von Račín und ihren Kindern. In Folge des Dreißigjährigen Krieges lag das Gut Hlubosch darnieder; auch die Bradkowitzer Eisenhütte arbeitete nicht mehr. Die Herren von Račín holten um 1636 zur Wiederinbetriebnahme der Eisenhütte durch günstige Ansiedlungskonditionen deutsche Hütten- und Hammerleute ins Land, da sie in Böhmen keine Fachleute gewinnen konnten. Bei Hlubosch entstand eine weitere Hütte. In der Nähe der beiden Hütten wurden in den herrschaftlichen Wäldern zwei neue Siedlungsplätze geschlagen: Teutsch-Pasek für die Beschäftigten der Bradkowitzer Hütte und Dominikal-Pasek für die der neuen Hluboscher Hütte. Die neuen Siedler blieben freie Leute, die lediglich ihre Arbeit gegen Bezahlung verrichteten; erst ihre auf dem Gebiet der Herrschaft geborenen Kinder wurden zu robotpflichtigen Untertanen. 
1675 teilte Christoph Humprecht von Račín 1675 die Herrschaft Hlubosch in die beiden Güter Hlubosch sowie Bratkovice und Sádek. Im Jahre 1705 erwarben die Herren Bechinie von Lazan beide Anteile der Herrschaft und vereinten sie wieder. Bis 1714 gehörte Bradkowitz zum Podbrder Kreis, danach wurde das Dorf Teil des Berauner Kreises. 1741 übernahm Johann Anton Hochberg von Hennersdorf die Güter Hlubosch und Pitschin, wobei Hlubosch der Besitz seiner Frau Marie Bechinie von Lazan war. In den 1770er Jahren schlossen die Grafen Hochberg von Hennersdorf Hlubosch und Pitschin zu einer Herrschaft Hlubosch zusammen.
Mit kaiserlicher Bewilligung ließ Anton Hochberg von Hennersdorf die überschuldete Herrschaft am 30. November 1816 in einer Lotterie ausspielen. Das große Los zog dabei ein Wiener Hofsattler, der die Herrschaft umgehend an Otto Victor I. von Schönburg-Waldenburg verkaufte. 1826 veräußerte Fürst Otto Victor die Herrschaft an seine Schwägerin Louise Fürstin zu Schönburg-Hartenstein, geborene von Schwarzenberg, die Ehefrau seines Bruders Eduard. Im Jahre 1835 verkaufte Fürstin Louise die Herrschaft Hlubosch für 220.000 Gulden an den ehemaligen Gouverneur des preußischen Fürstentums Neuenburg, Ludwig von Pourtalès.
Im Jahre 1846 bestand Bradkowitz aus 25 Häusern mit 201 Einwohnern. Ein Teil der Bewohner arbeitete als Nagelschmiede. In Bradkowitz gab es einen obrigkeitlichen Hochofen, der jedoch nicht in Betrieb stand, zwei Stab- und Zainhämmer, ein Wirtshaus sowie eine dreigängige Mühle mit Graupengang und Brettsäge. Abseits lag eine Wasenmeisterei. Pfarrort war Hlubosch. Bis zur Mitte des 19. Jahrhunderts blieb Bradkowitz der Herrschaft Hlubosch untertänig.
Nach der Aufhebung der Patrimonialherrschaften bildete Bradkovice / Bradkowitz ab 1850 einen Ortsteil der Gemeinde Hluboš im Gerichtsbezirk Příbram. Ab 1868 gehörte Bradkovice zum Bezirk Příbram. 1872 verkaufte die Familie von Pourtalès die Grundherrschaft Hluboš an Karl Fürst zu Oettingen-Wallerstein. Bradkovice löst sich zum Ende des 19. Jahrhunderts von Hluboš los und bildete eine eigene Gemeinde. 1921 wurde der Gemeindename in Bratkovice geändert. Die Freiwillige Feuerwehr wurde 1925 gegründet. Im Jahre 1932 lebten in Bratkovice 222 Personen. 1960 erfolgte die Eingemeindung des deutlich größeren Nachbardorfes Dominikální Paseky. 1991 lebten in Dominikální Paseky 167 Menschen, im Ortsteil Bratkovice waren es 88. Beim Zensus von 2001 wurden im Ortsteil Bratkovice 41 Häuser und 104 Einwohner gezählt, in den 100 Häusern des Ortsteiles Dominikální Paseky lebten zur selben Zeit 165 Personen. Von den 141 Häusern der Gemeinde sind heute nur noch 88 dauerhaft bewohnt. Ende 2015 kam im Zuge der Auflösung des Truppenübungsplatzes Brdy der Katastralbezirk Bratkovice v Brdech zur Gemeinde.

## Gemeindegliederung
Die Gemeinde Bratkovice besteht aus den Ortsteilen Bratkovice (Bratkowitz) und Dominikální Paseky (Dominikal Passek), die zugleich Katastralbezirke bilden. Zu Bratkovice gehören außerdem die Einschichten Paďousy (Pagaus) und Zděný Mlýn.

## Sehenswürdigkeiten
- Kapelle in Bratkovice
- Denkmal für TG Masaryk
- Reste des Eisenhammers Paďousy